# Франкенфельд
Франкенфельд (нем. Frankenfeld) — община в Германии, в земле Нижняя Саксония.
Входит в состав района Зольтау-Фаллингбостель. Подчиняется управлению Ретем/Аллер. Население составляет 549 человек (на 31 декабря 2010 года). Занимает площадь 24,26 км².
Коммуна подразделяется на 3 сельских округа.